# Natsuo Kirino
Natsuo Kirino (桐野 夏生, Kirino Natsuo), de nom real Mariko Hashioka (橋岡 まり子, Hashioka Mariko), és una novel·lista japonesa. Especialitzada en novel·les policíaques, és una de les escriptores japoneses més populars d'aquest gènere.
Filla d'un arquitecte, va néixer a Kanazawa i durant la seva joventut va viure a Sendai abans d'instal·lar-se a Tòquio. Va llicenciar-se en dret a la Universitat de Sekei. Va iniciar-se com a escriptora de novel·les romàntiques, un gènere poc popular al Japó i amb el que no va tenir èxit. Va especialitzar-se en novel·la policíaca a partir de la dècada dels 1990.
És especialment reconeguda per la seva novel·la Out (Auto en l'original japonès), pel qual va rebre el premi japonès d'escriptors de misteri i va ser nominada al Premi Edgar de 2004. Posteriorment també va guanyar el Premi Naoki per la novel·la Yawarakana hoho ("Galtes suaus").